# Glindower Alpen
Das Naturschutzgebiet Glindower Alpen liegt auf dem Gebiet der Stadt Werder (Havel) im Landkreis Potsdam-Mittelmark in Brandenburg.
Das Gebiet mit der Kenn-Nummer 1163 wurde mit Verordnung vom 30. Juni 1995 unter Naturschutz gestellt. Das rund 119 ha große Naturschutzgebiet erstreckt sich südöstlich von Glindow und nordwestlich von Petzow, beide Ortsteile der Stadt Werder (Havel). Westlich des Gebietes verläuft die Landesstraße L 90, nördlich erstreckt sich der Glindower See. 

## Geographie
Das Gebiet umfasst das ehemalige Tonabbaugelände der Erdeberge südöstlich von Glindow. Sie sind ein Überbleibsel der Ziegelindustrie. Diese für die Mark Brandenburg untypische Landschaft entstand als Abraumhalde der Tongewinnung. Die Glindower Alpen liegen im Gebiet der Mittelbrandenburgischen Platten und Niederungen und erstrecken sich zwischen den Dörfern Petzow und Glindow im Landkreis Potsdam-Mittelmark auf einer Fläche von etwa 120 Hektar. Auf engstem Raum entstand durch den Jahrhunderte andauernden Tonabbau ein besonderes Relief mit großer Standortvielfalt mit geschützten kühlfeuchten Schluchten, Anhöhen und Kleingewässern. Die Hänge dieser Schluchten werden von mesophilen Mischwäldern aus Berg- und Spitzahorn, Hainbuche, Winterlinde, Esche, Rotbuche und Robinie bewachsen. Die Wälder sind forstwirtschaftlich wenig oder nicht beeinflusst. Totholz wird nicht beräumt. Dieses ist von Moosen und Flechten überwuchert. Einige Waldsäume sind von Trockenrasen bestanden. Die kleinen Gewässer am Grund der bis zu vierzig Meter tiefen Schluchten sind von Teichlinsen überzogen. Dieses Naturschutzgebiet unterscheidet sich grundsätzlich von der umgebenden Landschaft. Diese ist eher geprägt durch trockene Kiefernwälder, großflächige Obstplantagen und andere landwirtschaftlich genutzte Flächen und eine inzwischen dichte Besiedlung. Die Glindower Alpen sind ein beliebtes Wander- und Naherholungsgebiet mit ausgeschilderten Wanderwegen und aufgestellten Schautafeln zur Erläuterung der Flora und Fauna.

## Bilder

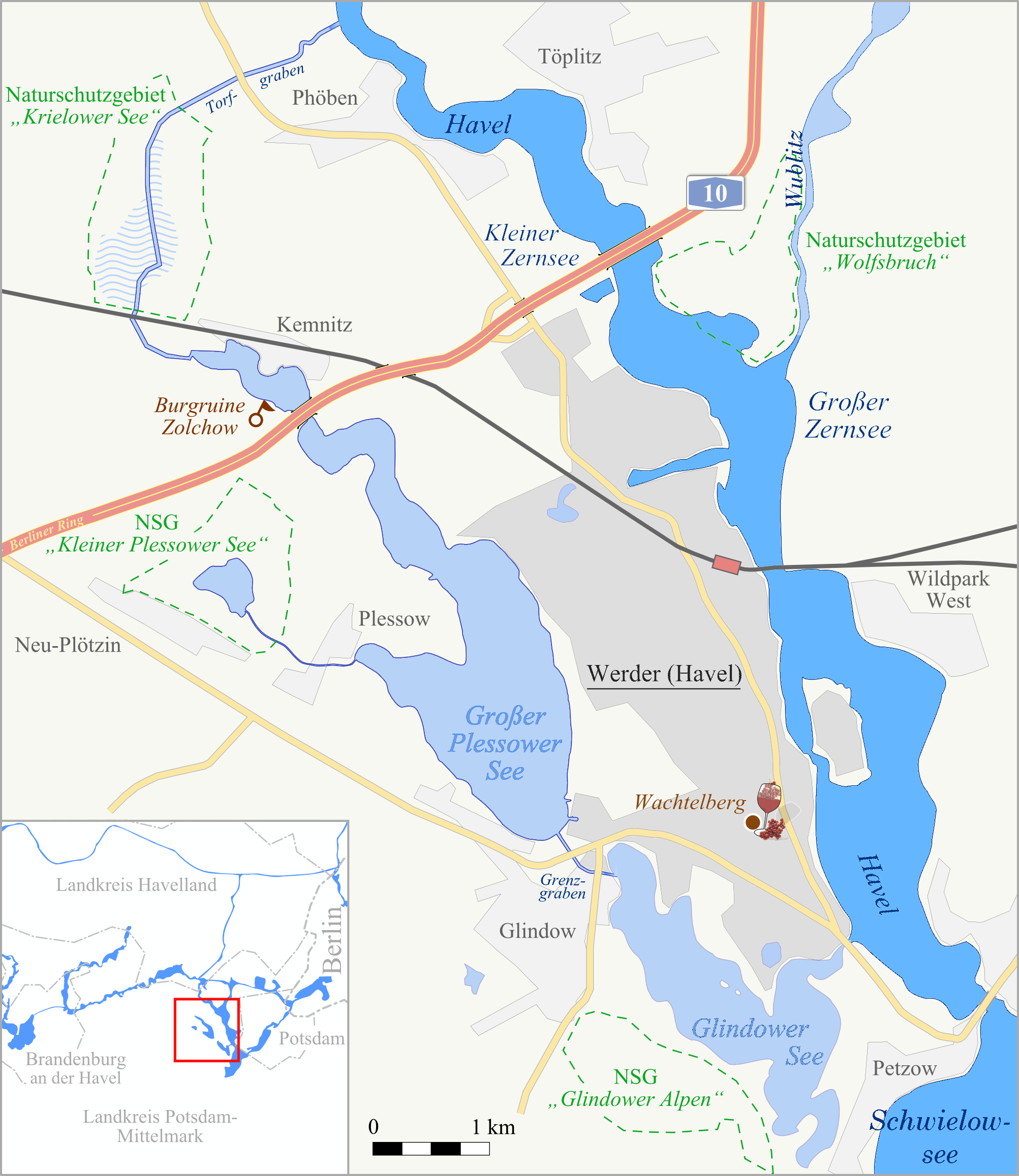
NSG Glindower Alpen am unteren Kartenrand
Übersichtskarte
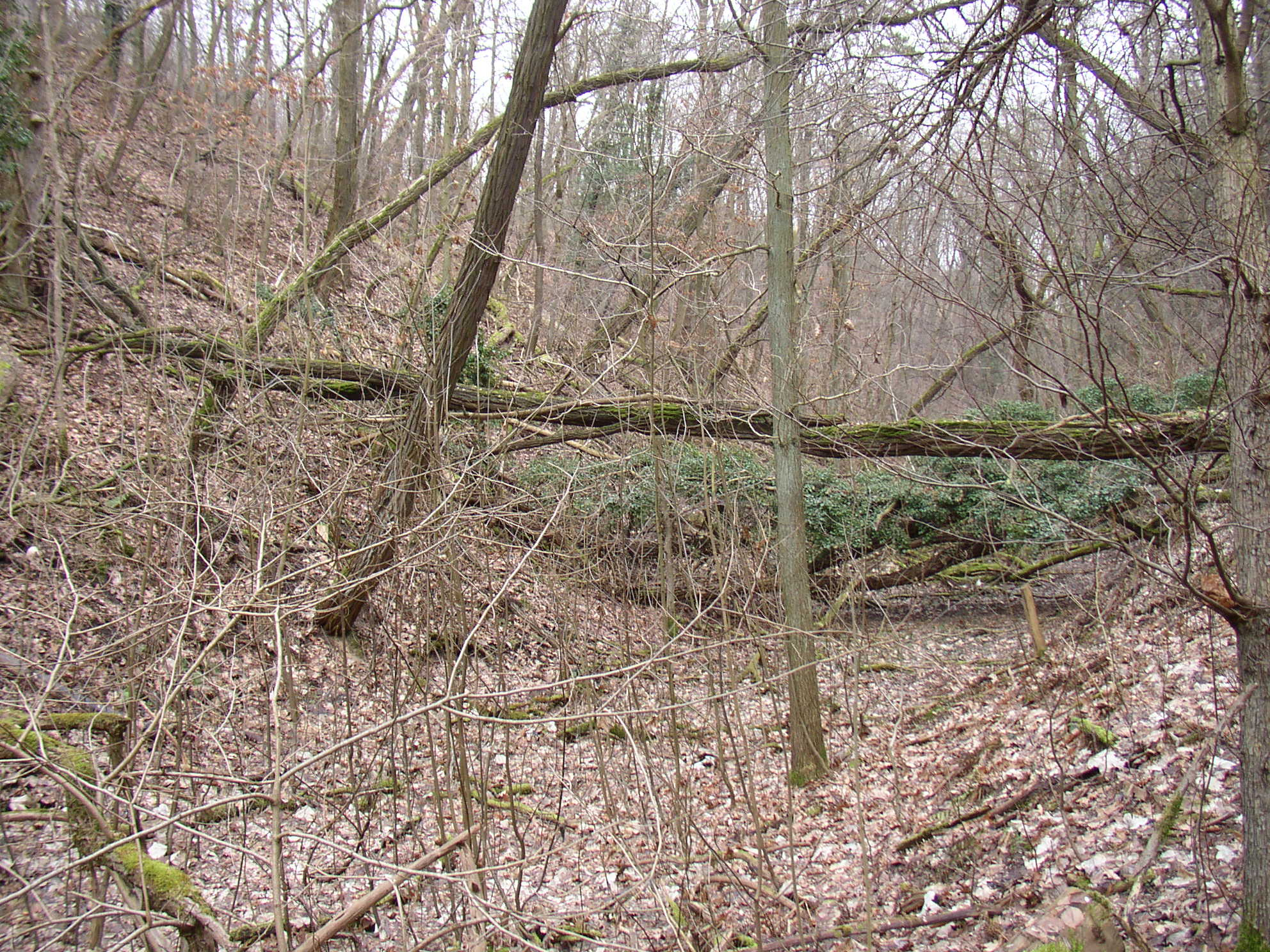
Schlucht mit Totholz
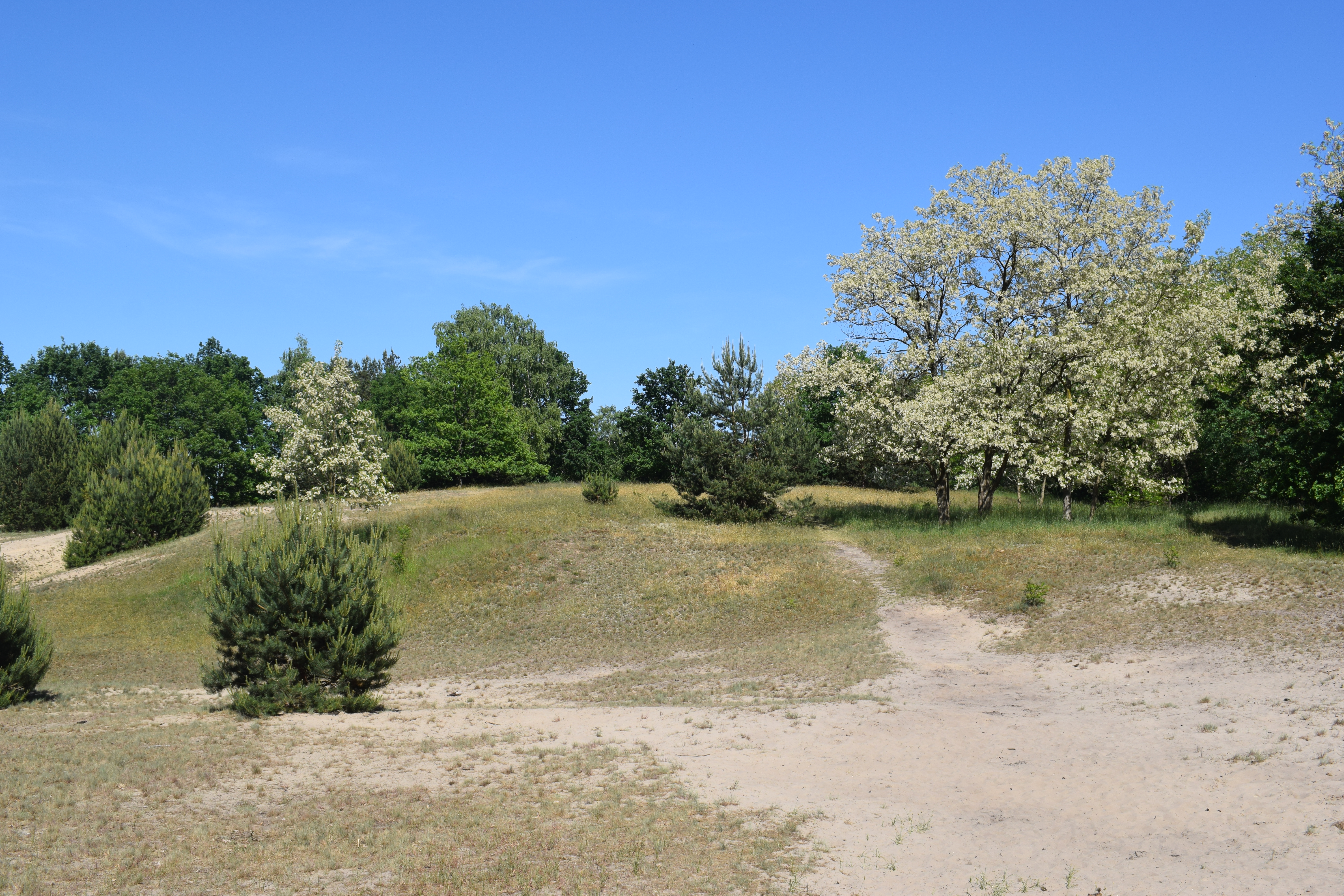
Sandaufschüttung mit Trockenrasen